# 19 ذو الحجة
- السبت
- الأحد
- الاثنين
- الثلاثاء
- الأربعاء
- الخميس
- الجمعة

- 2624 مايو 2025
- 2725 مايو 2025
- 2826 مايو 2025
- 2927 مايو 2025
- 128 مايو 2025
- 229 مايو 2025
- 330 مايو 2025
- 431 مايو 2025
- 51 يونيو 2025
- 62 يونيو 2025
- 73 يونيو 2025
- 84 يونيو 2025
- 95 يونيو 2025
- 106 يونيو 2025
- 117 يونيو 2025
- 128 يونيو 2025
- 139 يونيو 2025
- 1410 يونيو 2025
- 1511 يونيو 2025
- 1612 يونيو 2025
- 1713 يونيو 2025
- 1814 يونيو 2025
- 1915 يونيو 2025
- 2016 يونيو 2025
- 2117 يونيو 2025
- 2218 يونيو 2025
- 2319 يونيو 2025
- 2420 يونيو 2025
- 2521 يونيو 2025
- 2622 يونيو 2025
- 2723 يونيو 2025
- 2824 يونيو 2025
- 2925 يونيو 2025
- 126 يونيو 2025
- 227 يونيو 2025

19 ذو الحجَّة أو 19 ذو الحجَّة الحرام أو يوم 19 \ 12 (اليوم التاسع عشر من الشهر الثاني عشر) هو اليوم الرابع والأربعون بعد الثلاثمائة (344) من أيَّام السنة (أو الخامس والأربعون بعد الثلاثمائة لو كان شهر رمضان مُتممًا لليوم الثلاثين أو السادس والأربعون بعد الثلاثمائة لو أتم كلًا من صفر وربيع الآخر وجمادى الآخرة وشعبان ورمضان ثلاثين يومًا) وفق التقويم الهجري القمري (العربي). يبقى بعده 10 أو 11 يومًا لانتهاء السنة.

## أحداث
- 5 هـ - انتهاء مشكلة بني قريظة في المدينة المنورة حيث نفَّذ فيهم النبي محمد ما حكم به فيهم سعد بن معاذ من قتل الرجال، وسبي النساء والذرية؛ عقوبة لهم على فعلوه من الغدر بالمسلمين.
- 10 هـ- النبي محمد يخرج من مكة متجهًا نحو المدينة المنورة بعدما أتم مناسك الحج فيما عرف باسم حجة الوداع.
- 804 هـ - انتصار جيش تيمورلنك المغولي على جيش بايزيد الأول العثماني عند جبق أباد على مقربة من أنقرة في معركة كبرى، انتهت بهزيمة العثمانيين وأسر السلطان بايزيد الأول
- 904 هـ - الأسطول العثماني يحقق انتصارا باهرا على أسطول البندقية في معركة «سبينزا» البحرية حيث التقت خلالها 400 سفينة حربية في قتال ضاري في البحر المتوسط.
- 1316 هـ - صدور مجلة «العائلة» في مصر، وكانت صاحبتها لبنانية يهودية تدعى «أسيتر أزهري»، وكانت مجلة نسائية نصف شهرية، ثم تحولت إلى جريدة بنفس الاسم بعد بضع سنوات.
- 1330 هـ - ألبانيا تعلن استقلالها عن الدولة العثمانية.
- 1366 هـ - نشوب الحرب بين الهند وباكستان بسبب النزاع على إقليم كشمير.
- 1371 هـ - صدور قانون الإصلاح الزراعي بمصر، وهو أول إجراء اتخذته ثورة يوليو بعد طرد الملك فاروق من مصر.
- 1375 هـ - القيادة العسكرية الإنجليزية تضع «الخطة 700» للهجوم على مصر وذلك بعد قيام الرئيس جمال عبد الناصر بتأميم قناة السويس.
- 1393 هـ - إعلان الوحدة بين تونس وليبيا ووافق بموجبها العقيد معمر القذافي على التنازل عن الرئاسة لصالح الرئيس التونسي الحبيب بورقيبة ولكنها لم تدم 24 ساعة، وكان مقررًا أن تحمل الدولة الوليدة اسم الجمهورية العربية الإسلامية.
- 1419 هـ - ليبيا تسلم اثنين من مواطنيها للقضاء الدولي استعدادًا لمحاكمتهما بسبب الاشتباه بتسببهما بتفجير طائرة بان أم الأمريكية فوق لوكربي قبل 11 سنة تقريبًا.
- 1424 هـ - مجلس النواب الفرنسي يوافق على مشروع قرار يحظر ارتداء الحجاب أو أي رموز دينية أخرى في المدارس والمؤسسات الحكومية.
- 1440 هـ - حلّ المجلس العسكري الانتقالي إثر تشكيل المجلس السيادي السوداني برئاسة عبد الفتاح البرهان الذي أدّى أمامه تسعة من أعضاء المجلس اليمين الدستورية، على أن يحكم المجلس السودان لفترة انتقالية مدتها 39 شهرًا.

## مواليد
- 1292 هـ - عبد العزيز آل سعود، مؤسس المملكة العربية السعودية.
- 1328 هـ - علي أحمد باكثير، كاتب مصري.
- 1329 هـ - نجيب محفوظ، روائي مصري حائز على جائزة نوبل في الآداب.
- 1343 هـ - مهاتير محمد، رئيس وزراء ماليزيا.
- 1349 هـ - ماجدة، ممثلة مصرية.

## وفيات
- 654 هـ - سبط ابن الجوزي، عالم ومؤرخ ومصنف مسلم.
- 1071 هـ - صفي الدين القشاشي، متصوف وفقيه ومصنف مسلم.
- 1093 هـ - محمد بن أبي بكر الشلي، فقيه ومتصوف ومدرس وكاتب يمني.
- 1404 هـ - ناصر بن عبد العزيز آل سعود، أمير سعودي.
- 1419 هـ - عبد الرزاق البصير، أديب كويتي.
- 1428 هـ - عبد الله الأحمر، رئيس مجلس النواب اليمني.

## وصلات خارجية
- موقع قصة الإسلام: حدث في شهر ذو الحجَّة.